# ۱۲۹۳ (میلادی)
۱۲۹۳ (میلادی) هزار و دویست و نود و سومین سال تقویم میلادی است.

## درگذشتگان
‎